# Chenz
Pour les articles homonymes, voir Chenard.
Chenz, pseudonyme de Jacques Chenard, est un technicien et auteur sur la photographie français né le 23 janvier 1934 à Nancy et mort le 7 décembre 1991 dans le 19ème arrondissement de Paris.

## Biographie
Chenz était un technicien de la lumière et de la photographie, ingénieur vidéo à l'ORTF puis à Antenne 2. Il a contribué à la mise au point des trucages sur fond bleu ou incrustations, connus aussi sous le nom de chromakey. D’après Sylvie Pierre, il est l’ingénieur de la vision des premières « émissions à trucs », et Max Debrenne prend sa suite en 1965.
Il collabora à Hara-Kiri et fut professeur à l'école Louis Lumière.
Il a à son actif un livre sur la photographie cosigné avec Jeanloup Sieff ; chacun a rédigé sa partie, Chenz ayant rédigé la première, des pages 12 à 157, et Jeanloup Sieff la seconde de la page 159 à la fin.
Il a également collaboré, à la fois pour la technique photo et pour les essais de matériel au magazine Zoom dont il fut rédacteur en chef. On y retrouvait toute l'expression de son humour décalé.
Passionné de plongée sous-marine, et particulièrement de photo sous-marine, il eut un accident de décompression en venant en aide à un autre plongeur, accident qui le laissa affaibli et le cloua dans un fauteuil roulant.
Chenz / Jacques Chenard est mort le samedi 7 décembre 1991.

## Publications
- Chenz & Jeanloup Sieff, La Photo, Paris, Denoël, 1976.
- Walter Carone et Chenz, Le Portrait, Denoël-Filipacchi, 1980.
- Les romans photos du Professeur Choron, scénario de Georges Wolinski, photos de Chenz, Le Square, 1981,  (ISBN 978-2-226-01221-0) et Drugstore, 2009, 256 p.  (ISBN 978-2-7234-7350-7).
- Claude Rives, Chenz et Christian Pétron, La prise de vues sous-marine, Filipacchi, 1er janvier 1978 (ASIN B003WVVHTC)
- avec Christian Petron : Éléments d'optique et de physique de base pour comprendre l’image sous-marine. Éléments de session de cours sur l’optique sous-marine proposé par Cinémarine, Jacques Chenard & ), 54 p. (lire en ligne)
- avec Hervé Le Goff : Canon Story, Paris, Zoom-Publicness, 1983  (ISBN 2903822069).